# 1781
Évszázadok: 17. század – 18. század – 19. század
Évtizedek: 1730-as évek – 1740-es évek – 1750-es évek – 1760-as évek – 1770-es évek – 1780-as évek – 1790-es évek – 1800-as évek – 1810-es évek – 1820-as évek – 1830-as évek
Évek: 1776 – 1777 – 1778 – 1779 –  1780 – 1781 – 1782 – 1783 – 1784 – 1785 – 1786

## Események
- március 1. – Életbe lép az Egyesült Államok megalakulásáról szóló törvény.[1]
- április 6. – A spanyolok elfogják II. Tupac Amarut(wd), a perui indián szabadságharc vezérét.[2]
- május 18. – Cuzco főterén kivégzik II. Tupac Amarut és családját.[3]
- június 11. – II. József leegyszerűsíti és lazítja a cenzúra rendszerét,[4] azt egységesen a bécsi Könyvvizsgáló Bizottságnak rendelve alá.
- október 19. – George Washington győzelme Yorktownnál.[1]
- október 25. – II. József kiadja a türelmi rendeletet.[5]

## Az év témái

### 1781 a tudományban
- november 8. – A Pfalzi Meteorológiai Társaság kezdeményezésére a budai egyetemen Weiss Ferenc elkezdi mérni a hőmérsékleti adatokat.[6]

## Születések
- január 30. – Adelbert von Chamisso, francia származású német író és természettudós († 1831)
- május 9. – Alexandre Henri Gabriel de Cassini francia botanikus († 1832)
- június 5. – Arnold György, zeneszerző, karmester, egyházi karnagy († 1848)
- június 9. – George Stephenson, angol mérnök († 1848)
- július 18. – Benke József, színész, színigazgató, Laborfalvi Róza apja († 1855)
- szeptember 3. – Eugène de Beauharnais, francia katonatiszt († 1824)
- december 11. – David Brewster skót fizikus, matematikus († 1868)
- december 17. – Aranyosy János, piarista pap, költő († 1810)

## Halálozások
- február 4. – Josef Mysliveček, cseh zeneszerző (* 1737)
- február 15. – Gotthold Ephraim Lessing, német drámaíró, kritikus, esztéta, dramaturg (* 1729)
- március 18. – Anne Robert Jacques Turgot, L’Aulne bárója, francia államférfi és közgazdász, XVI. Lajos francia király minisztere (* 1727)
- november 4. – Johann Nikolaus Götz, német költő (* 1721)